# Hubert Ponscarme
François Joseph Hubert Ponscarme fue un grabador , medallista y escultor francés, nacido el año 1827 en Belmont-les-Darney (Vosgos) y fallecido el 1903 en Malakoff.

## Datos biográficos
Entre sus alumnos en la Escuela de Bellas Artes de París estuvo Marie Alexandre Lucien Coudray.
Entre sus obras destaca el Monumento en Homenaje a los soldados caídos en la guerra de 1870, del cementerio de Malakoff; la Medalla conmemorativa de la erección de la estatua de Napoleón I sobre la columna Vendôme y algunas monedas del principado de Mónaco.